# Entierro de la cuba

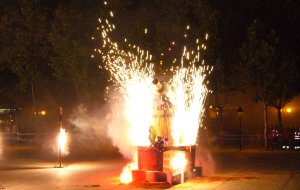
Quema de la cuba Fiestas de San Mateo, Logroño, 2007.

El Entierro de la Cuba es la actividad con la que se suelen concluir las fiestas populares en la mayoría de municipios de La Rioja, en muchos pueblos de Burgos sobre todo de la Sierra y Pinares y en algunos otros lugares de España.
Es una forma de despedir los días alegres precedentes y afrontar la realidad cotidiana que le seguirá, equivalente al "pobre de mí" de los Sanfermines. Consiste en una procesión de carácter fúnebre en la que los participantes recorren el pueblo portando velas y una barrica, a veces cubierta por la bandera de La Rioja, y que es portada en unas andas por cuatro personas. Si la economía lo permite, se culmina el acto quemando la cuba, en caso contrario se conserva para el siguiente año.
En algunos lugares las fiestas comienzan con el desentierro de la cuba.